# Protanaostigma derricola
Protanaostigma derricola is een vliesvleugelig insect uit de familie Tanaostigmatidae. De wetenschappelijke naam is voor het eerst geldig gepubliceerd in 1932 door Ferrière.